# Winnipeg (ours)
Pour les articles homonymes, voir Winnipeg (homonymie).
Winnipeg dit « Winnie », né en 1914 et mort le 12 mai 1934, est le nom donné à une ourse noire qui a vécu au zoo de Londres à partir de 1915 jusqu'à sa mort en 1934.

## Biographie
L'ourse est achetée comme un petit animal pour 20 $ près de White River en Ontario par le lieutenant Harry Colebourn (en) du Fort Garry Horse, un régiment de cavalerie canadienne, alors qu'il est en route pour le front de l'Ouest de la Première Guerre mondiale. Elle est introduite clandestinement en Grande-Bretagne comme une mascotte officieuse du régiment. Colebourn, vétérinaire du régiment, lui donne le nom de sa ville natale : Winnipeg dans le Manitoba. Avant de partir pour la France, Colebourn laisse « Winnie » au zoo de Londres.

## Postérité
L'ourse Winnie était destinée au zoo de Winnipeg. Toutefois, à la fin de la guerre, Colebourn confia l'animal au zoo de Londres; elle y avait ses habitudes, et le public était charmé.  
Parmi ce public se trouve Christopher Robin Milne, le fils d'Alan Alexander Milne. Ce dernier change par conséquent le nom de son ours en peluche dans ce qui deviendra le personnage de littérature d'enfance Winnie l'ourson.
Les statues de l'ours Winnie  et du vétérinaire Colebourn sont érigées dans le parc Assiniboine, près de Winnipeg. Un timbre commémorant Winnie et le lieutenant Colebourn furent émis en 1996 par Poste-Canada. 